# Strakonice
Strakonice (en alemany: Strakonitz) és una ciutat de la regió de Bohèmia del Sud de la República Txeca i la capital del Districte de Strakonice. Strakonice va néixer de la fusió de quatre ciutats: Strakonice, Bezděkov, Žabokrty i Lom. La seva població era de 22.646 habitants el 2020.

## Geografia
Strakonice està regada per l'Otava i es troba a 19 km l'oest-sud-oest de Písek, a 53 nord-oest de České Budějovice i a 99 al sud-oest de Praga.

## Història
Fins al 1918, Strakonice va formar part de l'Imperi Austríac, després de l'Imperi Austrohongarès (Cisleitània després del compromís austrohongarès), capital del districte del mateix nom, un dels 94 Bezirkshauptmannschaften de Bohèmia.
Durant la Segona Guerra Mundial, es va establir una presó i un camp de trànsit al castell fortificat de la ciutat.
Strakonice va ser alliberada per l'exèrcit estatunidenc sota el comandament del general Patton.

### Els hospitalers
El desenvolupament de la ciutat comença al segle XII sota els senyors de Bavor que hi van establir un castell fortificat. El 1243 Bavor I i la seva dona Bolemila donen el seu castell als hospitalers. Servirà com a residència del prior de l'Orde de Sant Joan de Jerusalem a Bohèmia.

## Població
Censos (*) o estimacions de població:
| 1869 | 1880 | 1890 | 1900 | 1910 | 1921 | 1930  | 1950  | 1961  | 1970  | 1980  | 1991  | 2001  | 2013  | 2014  | 2015  | 2016  | 2017  | 2018  | 2019  | 2020  |
| ---- | ---- | ---- | ---- | ---- | ---- | ----- | ----- | ----- | ----- | ----- | ----- | ----- | ----- | ----- | ----- | ----- | ----- | ----- | ----- | ----- |
| 8327 | 9246 | 8733 | 8789 | 8715 | 9001 | 11398 | 12056 | 14297 | 17478 | 21731 | 24705 | 23800 | 22961 | 22922 | 23020 | 22902 | 22908 | 22888 | 22754 | 22646 |

## Administració
El municipi consta de set districtes:
- Dražejov u Strakonice (inclou el llogaret de Virt)
- Hajská
- Modlešovice
- Nové Strakonice
- Přední Ptákovice
- Strakonice
- Střela

## Personalitats
- Josef Skupa (1892-1957), titellaire
- Roman Turek (1970-), jugador professional d'hoquei sobre gel.
- Alexander Salák (1987-), jugador professional d'hoquei sobre gel
- Josef Režný (1924–2012), eminència de l'etnografia txeca, líder dels gaiters Strakonice

## Agermanament
- Bad Salzungen (Alemanya)
- Calderdale (Regne Unit)
- Lengnau (Suïssa)
- IJsselstein (Països Baixos)